# Johann Melchior Füssli

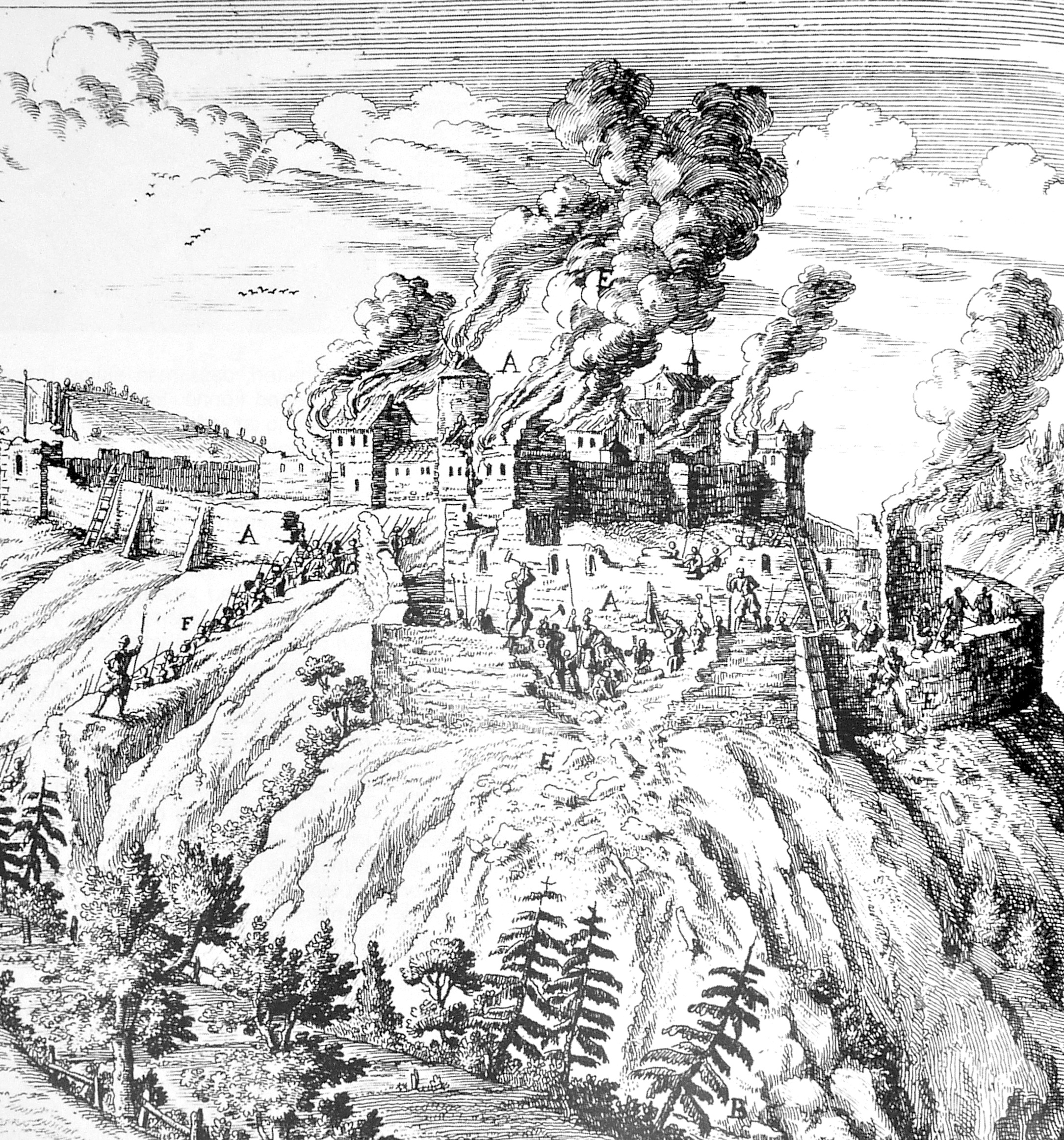
Die Zerstörung der Ruine Wulp 1268. Zeichnung von Johann Melchior Füssli

Johann Melchior Füssli (* 1677 in Zürich; † 1736 ebenda) war ein Schweizer Zeichner, Kupferstecher und Radierer. Bekannt ist er vor allem als Zeichner und Kupferstecher der Bilderbibel von Johann Jakob Scheuchzer, für die er mehr als 700 Vorzeichnungen fertigte.
Johann Melchior war der Sohn des Johann Caspar Füssli und der Magdalena Stutz. Bei Johannes Meyer in Zürich und beim kurfürstlichen Hofkupferstecher Samuel Blesendorf in Berlin lernte er die Kunst des Radierens. Noch während seiner Lehre arbeitete er an einer Bibelillustration mit.
Ab 1697 besass Füssli in Zürich eine Werkstatt mit dazugehörendem Verlag. Er kaufte sich in die Zunft «Zur Meise» ein und brachte David Herrliberger sein Können bei. 1709 malte er zwei Tafeln mit Fischgattungen, die im Zürichsee und in der Limmat vorkommen.
Zwischen 1709 und 1729 schuf er zahlreiche Neujahrsblätter für Zürcher Gesellschaften. Von 1716 bis 1718 illustrierte er Johann Jakob Scheuchzers «Helvetiae historia naturalis» und 1732 dessen «Untersuchungen des Bads zu Baden». Seine 753 Zeichnungen zu Scheuchzers «Physica sacra» (1731–35) sind ein wesentlicher Beitrag zur wissenschaftlichen Buchillustration des Barock.

## Galerie

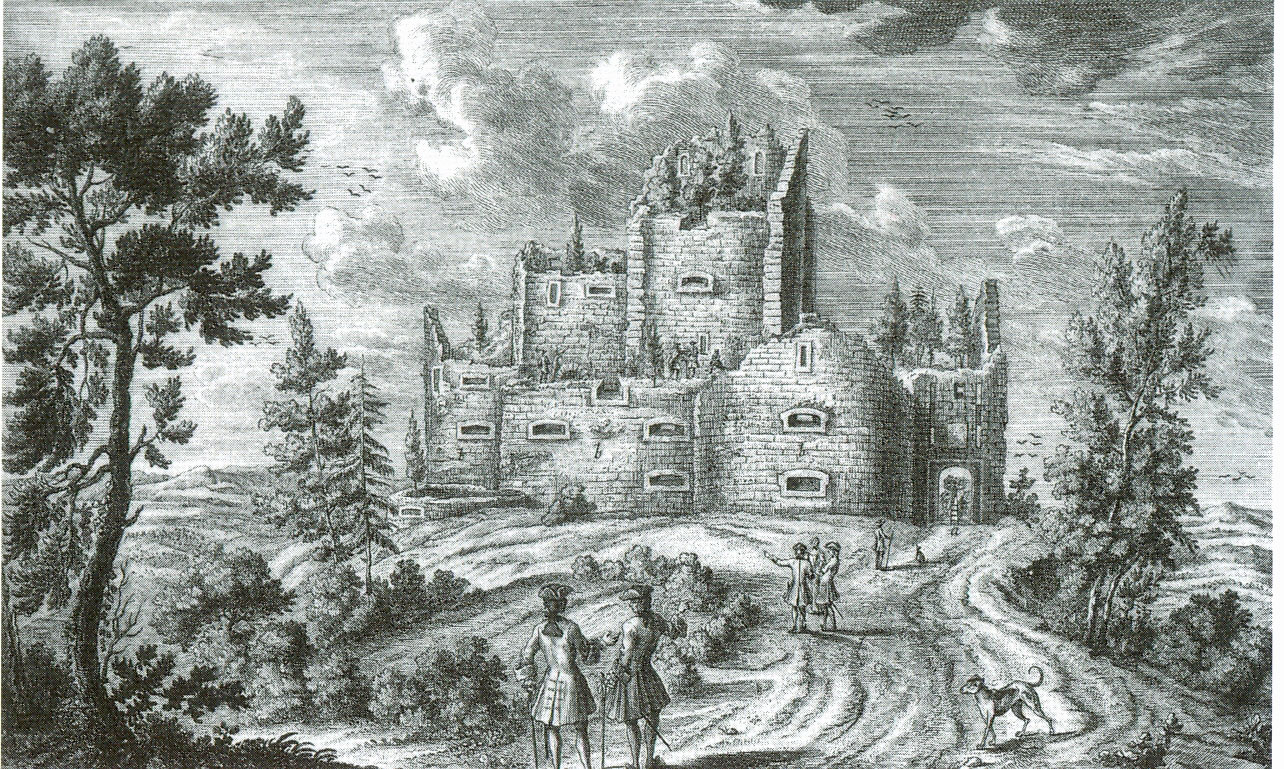
Adel im Wandel: Die Küssenburg (frühes 18. Jh.)
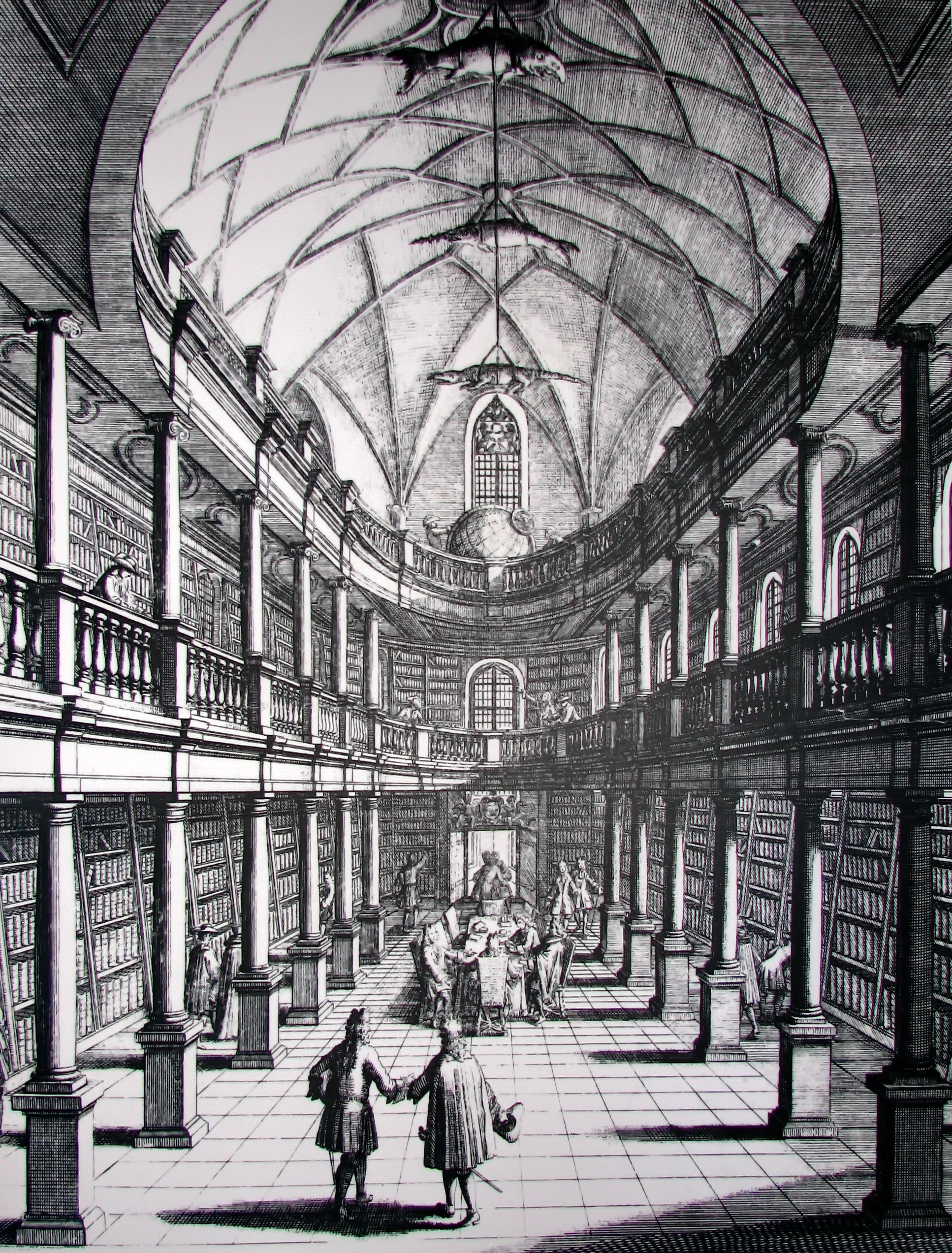
Wasserkirche: Bürgerbibliothek, 1719
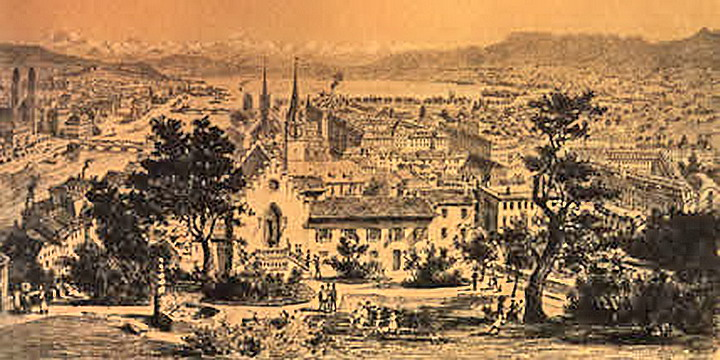
Zürcher Lindenhof, 1742
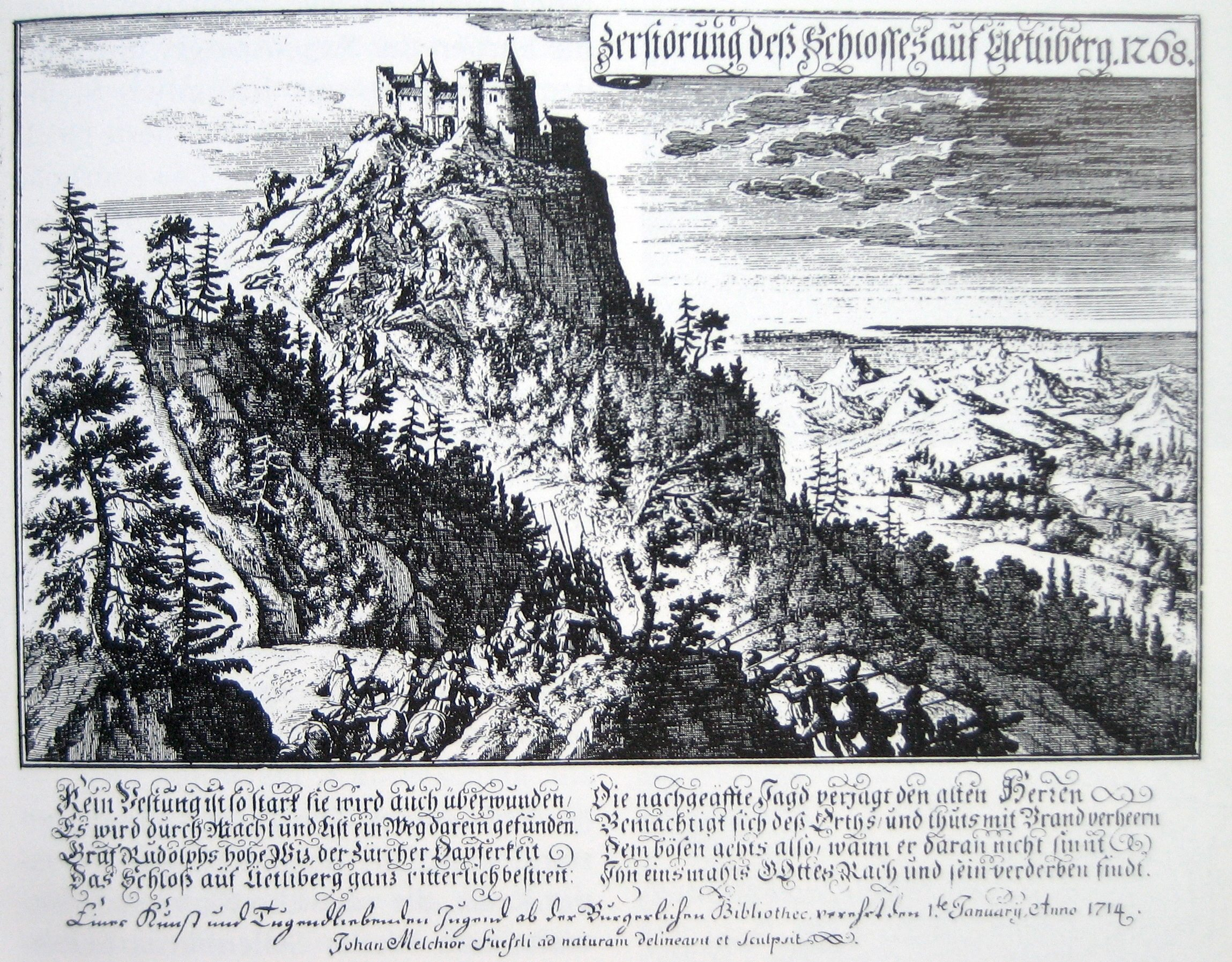
Die Uetliburg: Kupferstich von David Herrliberger, nach einem Gemälde von Füssli, 1714
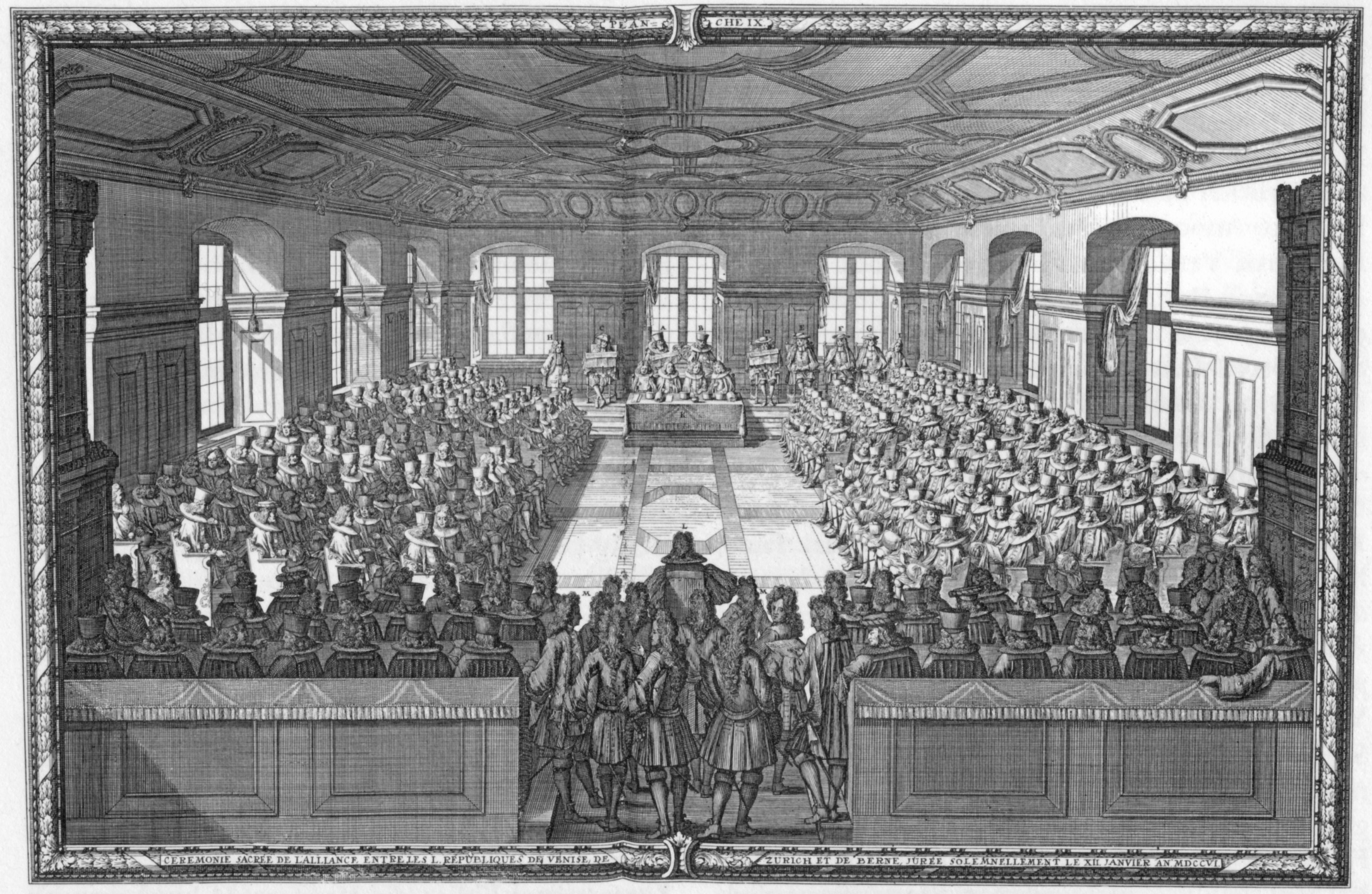
Rathaussaal, Zürich: David Herrliberger, nach einem Gemälde von Füssli, 1718
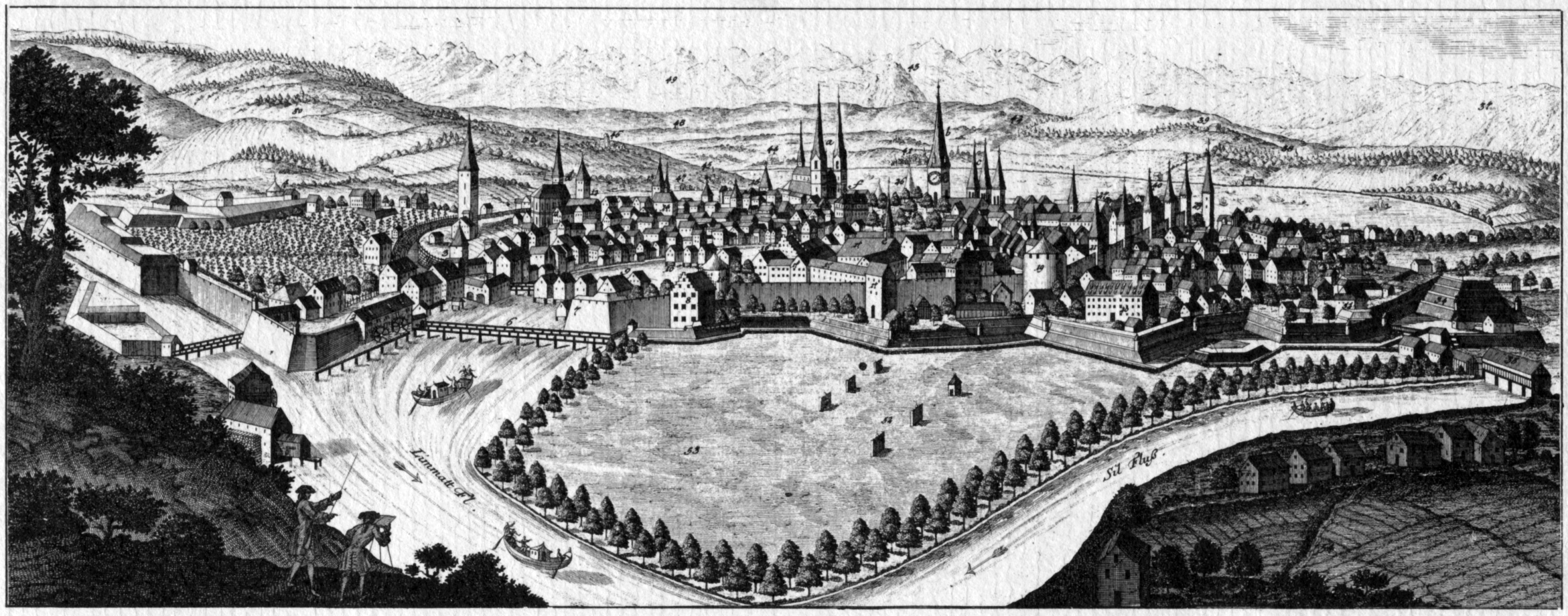
Ansicht der Stadt Zürich, David Herrliberger, nach einem Gemälde von Füssli, 1724
Haus zum Traubenberg in Zollikon